# Myosotis orbelica
Myosotis orbelica är en strävbladig växtart som först beskrevs av Vel., och fick sitt nu gällande namn av D. Peev och N. Andreev. Myosotis orbelica ingår i släktet förgätmigejer, och familjen strävbladiga växter. Inga underarter finns listade i Catalogue of Life.